# Mark Hartill
Mark Norman Hartill (Sydney, 29 maggio 1964) è un ex rugbista a 15 e allenatore di rugby a 15 australiano.

## Biografia
Hartill, nativo di Sydney, militò nel locale club del Gordon per 15 anni, nel corso dei quali collezionò più di 200 incontri nel campionato del Nuovo Galles del Sud riportando la vittoria finale in tre occasioni; rappresentò inoltre il suo Stato in 55 occasioni.
Esordì in nazionale australiana nel 1986 contro la Nuova Zelanda e un anno più tardi fece parte della squadra che partecipò alla Coppa del Mondo di rugby 1987 e si classificò quarta; tra il 1989 e il 1995 non disputò alcun incontro internazionale, poi fu richiamato alla vigilia della Coppa del Mondo di rugby 1995 in Sudafrica, nella quale fu presente solo in occasione dell'incontro con il Canada.
Più tardi nell'anno chiuse la sua carriera internazionale; dopo il ritiro, di fianco alla sua professione di consulente finanziario, si è dedicato all'allenamento.
Ha ricoperto vari incarichi tecnici, tra cui le giovanili del suo club di origine, il Gordon; nel 2010 ha guidato il Parramatta Two Blues in coppia con David Campese, storico rugbista australiano, ma si è dimesso a luglio senza riuscire a realizzare gli obiettivi tecnici che si era prefissato.